# Walter Scott
Sir Walter Scott, škotski pisatelj, pesnik, biograf, kritik, urednik, zgodovinar in folklorist, * 15. avgust 1771, Edinburg, Škotska, † 21. september 1832, Abbotsford.
Scott velja za začetnika in enega najpomembnejših ustvarjalcev zgodovinskih romananov, v katerih je z romantičnimi prvinami opisoval dogodke iz škotskega višavja ter iz angleške in francoske zgodovine. Njegove številne zgodbe so postale tudi predloge  za operna besedila, na katera so glasbo zložili mnogi skladatelji.

## Delo
- Gospa z jezera (The Lady of the Lake, 1810)
- Waverly (1814)
- Starinar (The Antiquary, 1816)
- Rob Roy (1817)
- Srce Midlothiana (The Heart of Midlothian, 1818)
- Lammermoorska nevesta (The Bride of Lammermoor, 1819)
- Ivanhoe (1820)
- Kenilworth (1821)
- Nigelovi doživljaji (The Fortunes of Nigel, 1822)
- Quentin Durward (1823)
- Življenje Napoleona Bonaparteja (The Life of Napoleon Buonaparte, 1827)